# Sam Wallin
Karl Einar Samuel (Sam) Wallin, född 26 februari 1915 i Stockholm, död 25 december 1992 i Båstad, var en svensk målare.
Han var son till bilmontören Sam Wallin och Elisabet Gustavsson och från 1943 gift med Anna Britta Ahlner. Wallin utbildade sig till dekorationsmålare vid Tekniska skolan i Stockholm 1933–1935 men gick redan under studieåren över till ett mer konstnärligt måleri. Han fortsatte sina konststudier vid Barths målarskola 1942–1943 och genom självstudier under resor till Frankrike och Portugal. Separat ställde han bland annat ut i Uddevalla samt Halmstad och tillsammans med Karl-Erik Boman och Sune Tjellander ställde han ut på Galerie S:t Lucas i Stockholm. Han medverkade i Nationalmuseums utställning Unga tecknare 1941 och i Sveriges allmänna konstförenings salonger i Stockholm, Båstadsgruppens utställningar i Uppsala, Gävle, Hudiksvall, Härnösand och Sollefteå samt i samlingsutställningar arrangerade av Helsingborgs konstförening och Ängelholms konstförening. Bland hans offentliga arbeten märks konstverket Solstrålning utfört i TT-klinker för Grevie skola. Hans konst består av interiörer, figurer, stilleben och landskapsskildringar från Frankrike, Portugal och skilda delar av Sverige utförda i olja och pastell. Makarna Wallin är begravda på Grevie kyrkogård.